# Lijst van rivieren in Kansas

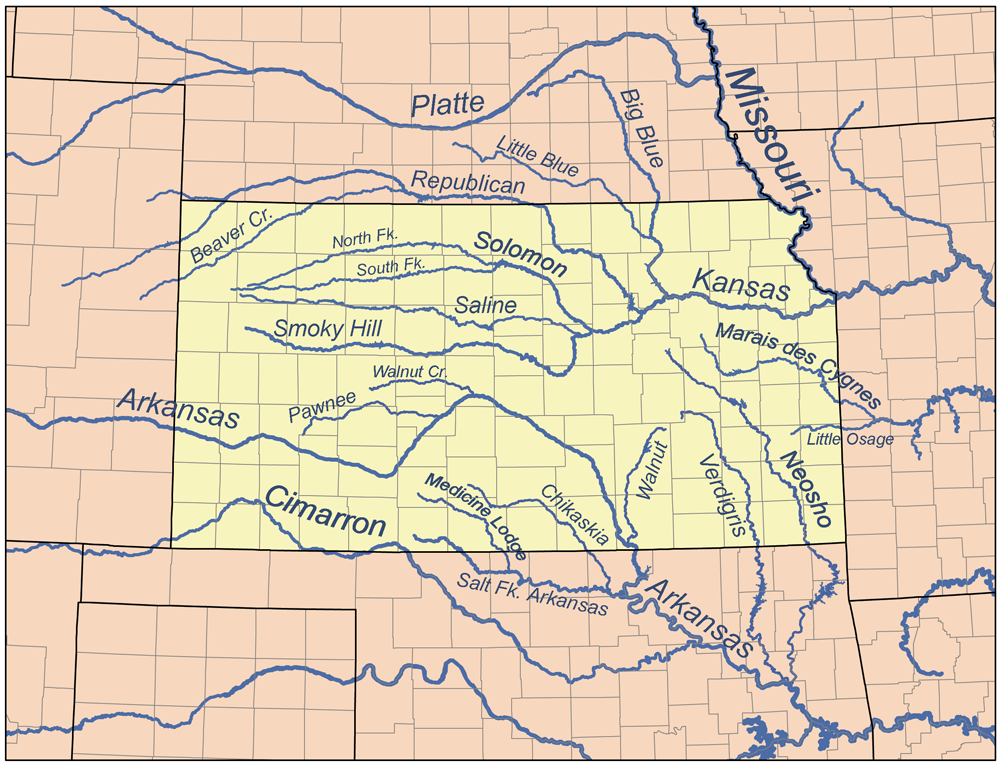
Rivieren in Kansas

Dit is een lijst van rivieren in Kansas.
- Arikaree River
- Arkansas River
- Beaver Creek
- Big Blue River
- Black Vermillion River
- Blue River (Kansas City omgeving)
- Caney River
- Chikaskia River
- Cimarron River
- Cottonwood River
- Delaware River
- Elk River
- Fall River
- Grouse Creek
- Kansas River (Kaw River)
- Little Arkansas River
- Little Blue River
- Little Osage River
- Little Walnut River
- Marais des Cygnes River
- Marmaton River
- Medicine Lodge River
- Missouri River
- Neosho River
- Ninnescah River
- Republican River
- Saline River
- Salt Fork Arkansas River
- Sappa Creek
- Smoky Hill River
- Solomon River
- Spring River
- Verdigris River
- Wakarusa River
- Walnut Creek
- Walnut River
- Whitewater River
- Wolf River

Alabama · Alaska · Arizona · Arkansas ·  Californië · Colorado · Connecticut · Delaware · Florida · Georgia · Hawaï · Idaho ·  Illinois · Indiana · Iowa · Kansas · Kentucky · Louisiana · Maine · Maryland · Massachusetts · Michigan · Minnesota · Mississippi · Missouri · Montana · Nebraska · Nevada · New Hampshire · New Jersey · New Mexico · New York ·  North Carolina · North Dakota · Ohio · Oklahoma · Oregon · Pennsylvania · Rhode Island · South Carolina · South Dakota · Tennessee · Texas · Utah · Vermont · Virginia · Washington (staat) · Washington D.C. · West Virginia · Wisconsin · Wyoming